# Гьорче Петров (квартал)
Вижте пояснителната страница за други значения на Гьорче Петров.
Гьорче Петров (на македонска литературна норма: Ѓорче Петров) е квартал на столицата на Северна Македония Скопие, част от едноименната Община Гьорче Петров. Кварталът е разположен на север от река Вардар в крайната западна част на града. Най-западната част на квартала се нарича Дексион или Гьорче Петров II.

## История
По време на Първата световна война българските военни власти започват изграждането на теснолинейна железопътна линия Скопие - Гостивар. Началната станция е наречана Генерал Жостов (Жостово), на името на починалия началник на Щаба на действаща армия, генерал Константин Жостов. 
След Първата световна война селото се казва Ханриево, по името на френския генерал Анрис. Между 1941 и 1944 година, когато е в рамките на България, е върнато името Генерал Жостов (Жостово). На 2 ноември 1941 година в с. Генерал Жостов е основано читалище „Братя Миладинови“ със 79 члена-основатели, председател Билбил Новевски и секретар - Атанас Димитров.
В 1945 година селото е преименувано, в чест на Гьорче Петров.
Според преброяването от 2002 година Гьорче Петров заедно с Дексион има 9041 жители.
| Националност     | Всичко |
| северномакедонци | 8119   |
| албанци          | 124    |
| турци            | 39     |
| роми             | 39     |
| власи            | 45     |
| сърби            | 453    |
| бошняци          | 54     |
| други            | 168    |